# Mirande
 Mirande  (en occitano Miranda) es una localidad y comuna de Francia, en la región de Mediodía-Pirineos, departamento de Gers. Es la capital del distrito y cantón homónimos.
Su población municipal en 2008 era de 3 725 habitantes. La aglomeración urbana se compone de esta única comuna.
Está integrada en la Communauté de communes Cœur d'Astarac en Gascogne , de la cual es la mayor población.

## Demografía
| 1 655 | 1 558 | 1 968 | 2 128 | 3 409 | lac. | 3 797 | 3 454 | 3 509 | 3 304 | 4 010 | 3 885 | 3 812 | 3 748 | 3 916 | 4 244 | 3 771 | 3 867 | 3 642 | 3 424 | 2 559 | 2 694 | 2 761 | 3 019 | 3 592 | 3 500 | 3 610 | 4 075 | 3 879 | 3 871 | 3 565 | 3 568 | 3 725 |
| Para los censos de 1962 a 1999 la población legal corresponde a la población sin duplicidades (Fuente: INSEE [Consultar]) |       |       |       |       |      |       |       |       |       |       |       |       |       |       |       |       |       |       |       |       |       |       |       |       |       |       |       |       |       |       |       |       |